# The Unknown Soldier
A The Unknown Soldier egy dal a The Doors együttes 1968-as Waiting for the Sun című albumáról, melyet az együttes kislemezen is kiadott. A dal a 39. helyezést érte el a Billboard Hot 100 slágerlistán, és nyolc hétig jegyezték.
Egy hátborzongató orgonabevezetővel kezdődik, mielőtt egy jazzes első versszakba kerülne...  A briliáns és drámai középső rész tulajdonképpen egy stúdióban újraalkotott csatatér, lövésekkel kiegészítve. A második versszak egy kicsit keményebb változata az elsőnek. A dal ezután éghajlati, kiterjesztett csodává tör ki.

## Helyezések
| Chart (1968)         | Legjobb helyezés |
| -------------------- | ---------------- |
| US Billboard Hot 100 | 39               |

## Külső hivatkozások
- AllMusic